# Лейб-гвардии Кавказско-Горский полуэскадрон
Лейб-Гвардии Кавказско-Горский (Кавказский Горский) полуэскадрон Собственного Его Императорского Величества Конвоя — формирование Российской императорской гвардии, несшее охрану Императора и Самодержца Всероссийского и конвойную службу при Высочайшем Дворе.

## Формирование

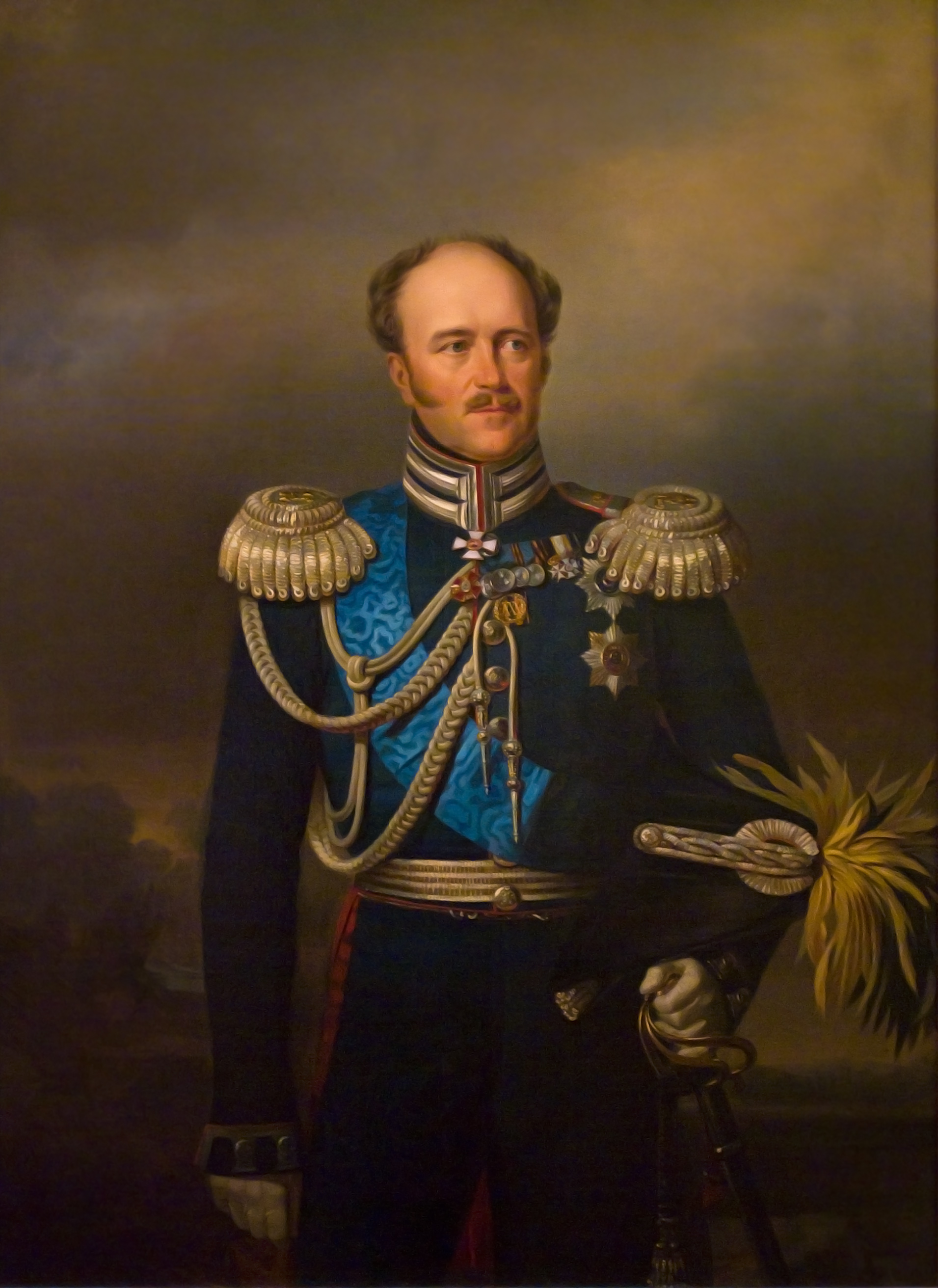
Граф А.Х. Бенкендорф — шеф Отдельного корпуса жандармов и главный начальник III отделения Собственной Его Императорского Величества Канцелярии, в ведении которого с 1829 по 1844 год находился Лейб-Гвардии Кавказско-Горский полуэскадрон. Картина Егора Ботмана с картины Франца Крюгера (Музей Гвардии).

Лейб-Гвардии Кавказско-Горский полуэскадрон, первое штатное подразделение, предназначенное для несения конвойной службы при Высочайшем дворе, был сформирован 18 сентября 1828 года по Высочайшему повелению императора Николая I в Ставрополе из числа высших представителей кавказской аристократии, князей и узденей. 2 мая 1829 года полуэскадрон в составе 3 обер-офицеров, 1 эффендия, 6 юнкеров (унтер-офицеров), 40 оруженосцев и 23 служителей прибыл в Санкт-Петербург.

Полуэскадрон был зачислен в состав лёгкой гвардейской кавалерийской дивизии и поручен в особую команду командира 3-го эскадрона Лейб-гвардии Казачьего полка полковника Николаева. Разместили горцев в Семёновской казарме, причем их старательно изолировали от нижних чинов.

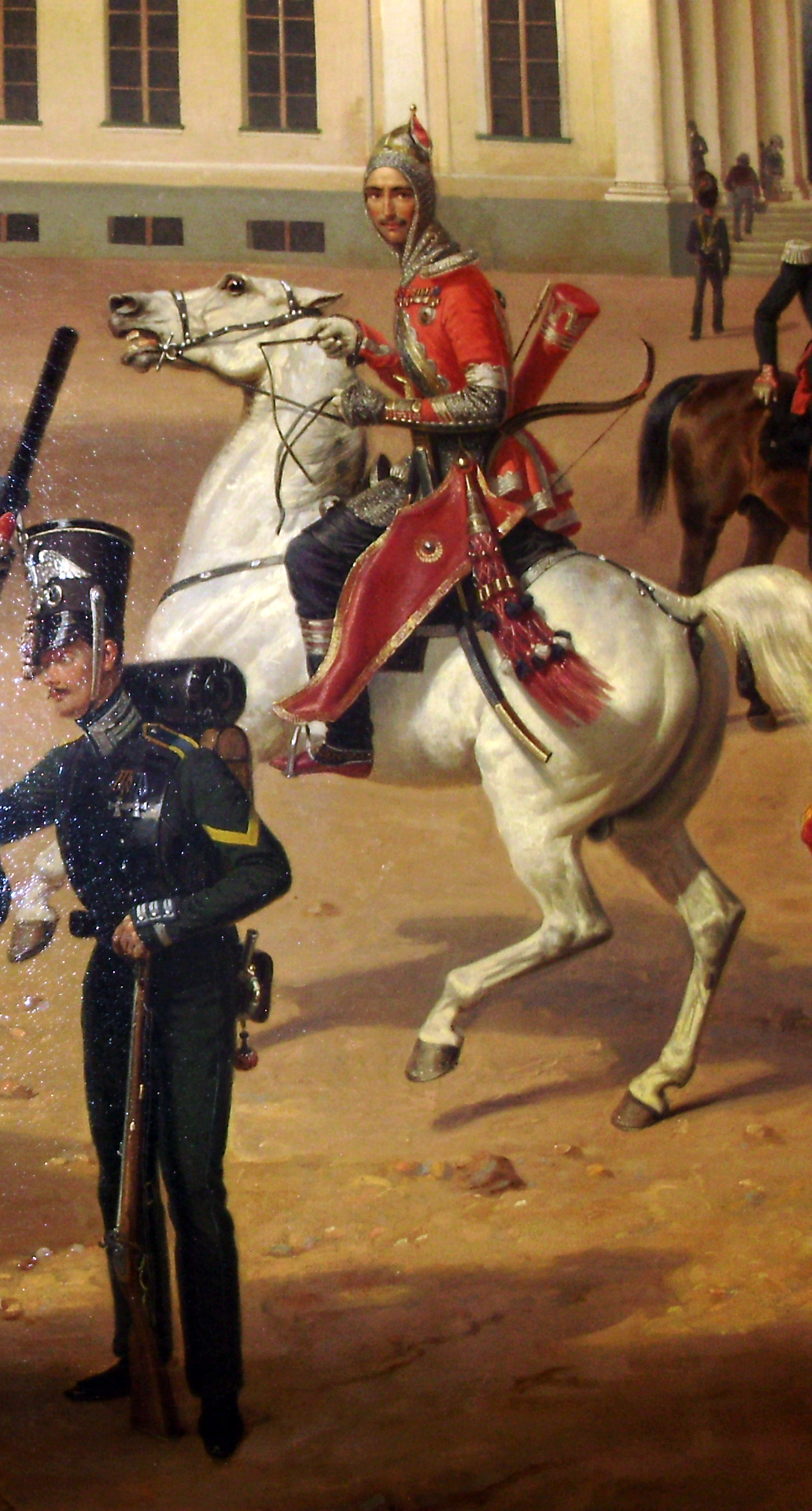
Офицер Лейб-Гвардии Кавказско-Горского полуэскадрона С.Е.И.В. Конвоя на картине Франца Крюгера «Русская гвардия в Царском селе в 1932 году».

Полуэскадрон был набран из числа представителей наиболее знатных правящих родов Кавказа. Больше всего было кабардинцев — 12 человек, затем чеченцев — 9 человек, затем кумыков — 7 человек, также в полуэскадроне были другие народы Кавказа.
Полуэскадроном в разное время командовали гвардии ротмистр князь Султан Хан-Гирей, гвардии ротмистр князь Абумуслим Капланов. Младшими офицерами были корнеты — кабардинский князь Бекмурза Айдемиров и ногайский мурза Мусса Туганов.

## Обучение и прохождение службы
Полтора месяца горцы отдыхали и знакомились с Петербургом, а во второй половине июня 1829 года у них начались конные учения.
Обмундирование и снаряжение было определено по Высочайше утвержденным образцам, согласно с национальными требованиями и обычаями горцев. Оружие и лошадей горцам нужно было иметь свои. Представителям горской аристократии, составляющим полуэскадрон, было назначено более солидное материальное обеспечение по сравнению с прочими частями, в том числе казачьими.
В августе 1829 года полуэскадрон перевели в ведение шефа жандармов генерал-адъютанта А. Х. Бенкендорфа.
С 26 по 30 августа 1829 года военнослужащие полуэскадрона находились на общих маневрах войск гвардии в Красном Селе. После окончания лагерных сборов с 1 сентября 1829 года начались занятия.
В марте 1830 года горцам было выдано к мусульманскому празднику 500 рублей. Горцы полуэскадрона, за единичным исключением, не знали русского языка.
С декабря 1830 по февраль 1832 года Кавказско-Горский полуэскадрон участвовал в подавлении польского восстания 1830—1831 годов. В апреле 1831 года в ходе боя с польскими мятежниками 1 военнослужащий полуэскадрона был ранен, 1 убит, 3 были награждены орденами.
В мае и июне полуэскадрон участвовал в боях под Остроленко, при Райгороде и под Вильно. 3 горцев были ранены. За оказанное мужество поручик Хан Гирей был награждён чином штабс-ротмистра, 5 юнкеров и 3 оруженосца получили золотые медали с надписью «За храбрость» на георгиевских лентах, 6 юнкеров знаки отличия военного ордена, 2 оруженосца были произведены в юнкера.
25-27 августа 1831 года полуэскадрон участвовал во взятии Варшавы, за что все горцы были награждены медалями. 28 февраля 1832 года полуэскадрон вернулся в Петербург, в тот же день император Николай I устроил смотр подразделения, хвалил удаль военнослужащих, их молодецкий вид и порядок.
За войну с польскими мятежниками полуэскадрон получил 53 знака отличия польского ордена «За военное достоинство», в том числе 42 знака отличия выдано горцам, остальные трубачам, фельдшеру и прикомандированным к полуэскадрону казакам казачьих полков. Кроме этого, трубачам полуэскадрона были пожалованы серебряные трубы с надписью «1830 года».
В 1832 году полуэскадрон увеличился командой Кавказских линейных казаков в количестве 50 человек, специально назначенной для охраны императора. Команда была отобрана из Сборно-Линейного казачьего полка, отлично проявившего себя во время польской кампании.
В апреле 1836 года император Николай I повелел пригласить на службу в полуэскадрон лезгин горного Дагестана. В июне 1836 было определено иметь команду лезгин в количестве 15 человек, в том числе 1 офицера, 2 юнкеров и 12 нижних чинов. Команда была сформирована в сентябре 1836 года в Тифлисе и в феврале 1837 года прибыла в Петербург.
В 1837 году в действующей армии, находящейся в то время в Польше, был сформирован Кавказский Горский полк. Граф Паскевич-Эриванский доложил императору Николаю I о пользе, какая последовала бы от укомплектования Лейб-гвардии Кавказского Горского полуэскадрона людьми Горского полка, прослужившими некоторое время в действующей армии. Горцы охотнее бы поступали на службу в Кавказский Горский полк, зная, что только из него возможен переход в Собственный Его Императорского Величества Конвой. Император Николай I повелел: «Одну половину горцев Конвоя комплектовать людьми из Горскаго полка, другую пополнять на прежнем основании».
По желанию горцев в их помещении был устроен учебный класс. Особый преподаватель занимался с юнкерами полуэскадрона ежедневно с 10 часов утра до 3 часов дня. Предметы преподавания были: русское чтение и письмо, грамматика, арифметика, география и история. Для офицеров полуэскадрона установлен порядок ношения формы, применяясь к форме офицеров 1-й бригады Гвардейской Кирасирской дивизии.
В апреле 1838 года был утверждён штат команды лезгин в количестве 43 человек, в числе которых 1 поручик, 1 корнет, 5 юнкеров, 20 оруженосцев, 1 писарь, 1 унтер-офицер, 12 рядовых для присмотра за лошадьми и казармами, 2 офицерских денщика.
11 марта 1839 года император Николай I «признавая полезным иметь в составе собственного Его Величества конвоя команду из находившегося в действующей армии конно-Мусульманского полка, Высочайше повелеть соизволил: 1) Сформировать таковую команду из двух обер-офицеров, четырёх векилей (урядников) и двадцатичетырех всадников. 2) Команду эту отправить в С. Петербург в будущем Апреле месяце по наступлению удобного для похода времени». Команда Закавказского конно-мусульманского полка вошла в состав Лейб-гвардии Кавказско-Горского полуэскадрона.

## Расформирование
В 1856 году полуэскадрон вошел в состав Кавказского эскадрона Собственного Его Императорского Величества Конвоя.
В 1882 году на Кавказ был полностью покорён. Наиболее непримиримые горцы переселились в Турцию, остальные признали российскую власть. Соответственно этому Кавказский эскадрон утратил своё прежнее значение — проводника мирных идей среди горских народов Кавказа. 1-го февраля 1882 года по распоряжению Александра III Лейб-гвардии Кавказский эскадрон был расформирован. Офицеры эскадрона произведены в следующие чины, получив пожизненную пенсию в размере 1200 рублей в год.
С 1828 по 1882 год полуэскадрон выпустил 472 офицера, из которых были 1 генерал и 6 обер-офицера. 4 военнослужащих бежали на Кавказ к непокорным горцам.

## Комплектование
Общее число горцев доходило в конвое до 50 человек. За службу в конвое юнкер получал 200 рублей в год, всадник 180 рублей. В царский конвой зачисляли людей не старше 25 лет. О чрезвычайном, тщательном отборе всадников в конвой говорит тот факт, что в 1878 г. из 725 человек выбрали лишь 17, двое из которых были взяты в ординарцы к Императору. Списки рекомендованных для службы в конвое проверялись в Главной императорской квартире в Петербурге. В 1855 году «собственный Его Величества конвой» стал состоять из двух эскадронов: лейб-гвардии Кавказского четырехвзводного, набранного из представителей различных знатных кавказских фамилий, и лейб-гвардии Кавказского казачьего эскадрона.

## Обмундирование и вооружение
Обмундирование офицеров полуэскадрона составляли шапка из чёрного барашка с синем верхом, обшитым серебряным галуном и схваченным на верху серебряной шишкой; башлык чёрного черкесского сукна; расшитая серебром синяя черкеска с чёрным бешметом и красная куртка с белым бешметом; синии шаровары с широкими серебряными лампасами. Обувь национальная и обыкновенные сапоги, верхняя одежда бурка и шинель.
Снаряжение состояло из стального шлема, панциря, жирницы и порохового рога. Оружие офицеры имели: пистолет, лук со стрелами и колчаном, сабля, шашка, кинжал и нагайка. Каждый офицер обязан был иметь 2 строевые собственные лошади и азиатское седло с полным национальным прибором.
Обмундирование и вооружение юнкеров и оруженосцев состояло из тех же вещей, отличаясь лишь качеством материала и сравнительной скромностью украшений. Собственное оружие нижние чины имели: пистолет, ружьё с белыми ремнями в чёрном бурочном чехле, шашку, кинжал и нагайку. Лошадей полагалось иметь также по две, сёдла с прибором и принадлежности были такие же, как и у офицеров.
Трубачи полуэскадрона имели также черкесскую форму, но обшитую жёлтыми басонами, унтер-офицеры имели соответствующие званию галунные отличия. Прочим чинам полуэскадрона обмундирование и вооружение полагалось по образцу регулярных войск.
Своеобразный тип горского вооружения и его изящная внешность обращали на себя общее внимание, особенно же нравились иностранным высоким гостям русского Двора.

## Особенности службы
А. Х. Бенкендорф сообщал Кавказскому начальству в 1836 г.: «…чеченцы со времени сформирования полуэскадрона постоянно показывают менее прочих покорности и вообще строптивым и необузданным их нравом часто приводят начальство в большое затруднение. А потому нахожу я необходимым не назначать чеченцев в Конвой Его Императорского Величества, исключая лиц знатнейшего происхождения или имеющих под властью своей целые аулы. Я же с моей стороны приму меры к удалению под каким-либо благовидным предлогом тех чеченцев, которые в полуэскадроне находятся».
Бенкендорф писал барону Розену, «что цель, с которою Его Величеству угодно было назначить в Собственный Конвой горцев, есть та, чтобы прослужившие здесь, могли по возвращении на Кавказ, рассказами в кругу их семейств, более и более привлечь своих соотечественников к дружным с нами сношениям.» Ставших офицерами горцев выпускали во все полки русской армии.
По истечении трехлетнего срока службы в Петербурге все юнкера и оруженосцы перед отправкой в свою воинскую часть производились в офицеры с вручением им за безупречную службу медали «За службу в собственном конвое Государя императора». Серебряную шейную медаль носили на ленте святой Анны.

## Обучение родственников военнослужащих полуэскадрона в учебных заведениях Петербурга
Осень 1829 года некоторые горцы полуэскадрона просили о поступлении в учебные заведения Санкт-Петербурга своих детей и родственников. Первоначально было разрешено вызвать 16 молодых людей (5 кабардинцев 11-15 лет, 10 чеченцев 7-14 лет и сына эффендия (имама) взвода 18 лет). Но после прибытия на Кавказ князь Айдемиров сообщил, что кроме указанных многие из разных народов также согласились отправить на обучение своих детей, а именно кумыков (36 человек), чеченцев (15 человек), кабардинцев (8 человек), а также других народов. Кроме того, 10 человек изъявили желание поступить на службу в полуэскадрон. Всех горцев было разрешено командировать в Петербург.
В 1834 году в военных учебных заведениях Петербурга прибыло 74 горца, с 1830 по 1840 гг. в учебных заведениях училось 315 представителей кавказских народов, в 1841 горцев училось 82 человека, в 1845 г. — 128 человек.